# Färöischer Fußballpokal der Frauen 2007
Der Färöische Fußballpokal der Frauen 2007 fand zwischen dem 6. Mai und 30. Juni 2007 statt und wurde zum 18. Mal ausgespielt. Im Endspiel, welches im Stadion Uppi á Brekku in Leirvík ausgetragen wurde, siegte Titelverteidiger KÍ Klaksvík mit 3:0 gegen GÍ Gøta.
KÍ Klaksvík und GÍ Gøta belegten in der Meisterschaft die Plätze eins und drei, dadurch erreichte KÍ Klaksvík das Double. Für KÍ Klaksvík war es der sechste Sieg bei der elften Finalteilnahme, für GÍ Gøta die erste Finalteilnahme überhaupt.

## Teilnehmer
Teilnahmeberechtigt waren folgende zwölf A-Mannschaften der ersten und zweiten Liga:
| 1. Deild                                                          | 2. Deild                                                                              |
| AB Argir B36 Tórshavn EB/Streymur GÍ Gøta KÍ Klaksvík NSÍ Runavík | FS Vágar 2004 HB Tórshavn ÍF Fuglafjørður MB Miðvágur / SÍ Sørvágur Skála ÍF VB/Sumba |

## Modus
Vier ausgeloste Mannschaften waren für das Viertelfinale gesetzt. Die verbliebenen Mannschaften spielten in einer Runde die restlichen vier Teilnehmer aus. Alle Runden wurden im K.-o.-System ausgetragen.

## 1. Runde
Die Partien der 1. Runde fanden am 6. Mai statt.
|               | Ergebnis  |                         |
| ------------- | --------- | ----------------------- |
| AB Argir      | 4:0 (2:0) | HB Tórshavn             |
| B36 Tórshavn  | 9:0 (3:0) | Skála ÍF                |
| EB/Streymur   | 9:0 (5:0) | MB Miðvágur/SÍ Sørvágur |
| FS Vágar 2004 | 2:0 (1:0) | ÍF Fuglafjørður         |

## Viertelfinale
Die Viertelfinalpartien fanden am 17. Mai statt.
|               | Ergebnis  |             |
| ------------- | --------- | ----------- |
| B36 Tórshavn  | 1:0 n. V. | EB/Streymur |
| FS Vágar 2004 | 0:5 (0:1) | KÍ Klaksvík |
| NSÍ Runavík   | 1 w/o 1   | GÍ Gøta     |
| VB/Sumba      | 3:9 (2:5) | AB Argir    |

## Halbfinale
Die Hinspiele im Halbfinale fanden am 30. Mai statt, die Rückspiele am 13. Juni.
|             | Gesamt |              | Hinspiel  | Rückspiel |
| ----------- | ------ | ------------ | --------- | --------- |
| AB Argir    | 4:7    | GÍ Gøta      | 4:3 (1:1) | 0:4 (0:0) |
| KÍ Klaksvík | 7:2    | B36 Tórshavn | 4:0 (0:0) | 3:2 (3:1) |

## Finale
| Paarung        | GÍ Gøta – KÍ Klaksvík |
| Ergebnis       | 0:3 (0:3) |
| Datum          | 30. Juni 2007 |
| Stadion        | Uppi á Brekku, Leirvík |
| Schiedsrichter | Johan Petur Michelsen (Tórshavn) |
| Tore           | 0:1 Eigentor (14.) 0:2 Rannvá B. Andreasen (25.) 0:3 Rannvá B. Andreasen (29.) |
| GÍ Gøta        | Anna Kristina Joensen – Gunvá Joan Pálsson, Rósa Magnussen, Ninna Katrin Johansen, Unn Jarnskor – Poula Johanna Gregersen (63. Anni Højgaard), Anna Malena Højgaard, Jacoba Langgaard, Kristbjørg Isaksen – Mary-Ann Isaksen, Hanna I. Højgaard Cheftrainer: Magni Jarnskor                                         |
| KÍ Klaksvík    | Randi Wardum – Ann Olsen, Ragna B. Patawary, Paula Mikkelsen, Paula Sjóstein – Bára S. Klakstein, Vivian Bjartalíð (77. Liljan Jacobsen), Elsa Maria Simonsen (77. Doris í Garði Joensen), Rannvá B. Andreasen (85. Mariann Maslyk) – Sigrid Jacobsen, Malena Josephsen Cheftrainer: Aleksandar Đorđević ( Serbien) |

## Torschützenliste
Bei gleicher Anzahl von Treffern sind die Spielerinnen nach dem Nachnamen alphabetisch geordnet.
| Platz | Spieler                 | Verein       | Tore |
| ----- | ----------------------- | ------------ | ---- |
| 1     | Rannvá B. Andreasen     | KÍ Klaksvík  | 06   |
| 1     | Mona Breckman           | AB Argir     | 06   |
| 3     | Elin Kathrina Haraldsen | AB Argir     | 05   |
| 4     | Súsanna Maria Hansen    | B36 Tórshavn | 04   |
| 5     | Bára S. Klakstein       | KÍ Klaksvík  | 03   |
| 5     | Ása Dam á Neystabø      | B36 Tórshavn | 03   |
| 5     | Svava Vestergaard       | VB/Sumba     | 03   |
| 5     | Rudi Zachariassen       | EB/Streymur  | 03   |
| 9     | Anna Abelsen            | EB/Streymur  | 02   |
| 9     | Valgerð Andreasen       | AB Argir     | 02   |
| 9     | Malan á Dunga           | B36 Tórshavn | 02   |
| 9     | Hellen Haraldsen        | AB Argir     | 02   |
| 9     | Sigrid Jacobsen         | KÍ Klaksvík  | 02   |
| 9     | Jacoba Langgaard        | GÍ Gøta      | 02   |
| 9     | Rósa Magnussen          | GÍ Gøta      | 02   |